# Bank of East Asia
El Bank of East Asia Limited (xinès: 东亚 银行 有限公司) sovint abreujat com BEA, és el major banc local independent i el tercer banc de Hong Kong. El seu president i director executiu és Sir David Li. La seva oficina central es troba a Central.
Va ser fundat a Hong Kong el 1918 per l'avi, Li Koon-chun (李冠春), i un familiar de l'actual president, David Li. Avui en dia l'empresa compta amb una capitalització borsària de HK $ 68400000000 (EUA $ 8500000000), al 27 de febrer de 2011, amb uns actius consolidats de 50850000000 de dòlars EUA (al 30 de juny de 2008). Cotitza a la Borsa de Hong Kong. El Bank of East Àsia té 91 sucursals minoristes a Hong Kong, així com 60 a la Xina continental i al voltant de 30 als Estats Units, Canadà i Gran Bretanya. A nivell mundial, el banc compta amb més de 10.800 persones.